# Die weiße Nacht
Die weiße Nacht ist ein österreichischer Wintersport-Stummfilm aus dem Jahre 1929 von Max Neufeld mit Hilde Jennings und Fred Döderlein in den Hauptrollen.

## Handlung
Die Geschichte lebt ganz vom winterlichen Skifahrerambiente des Hochgebirges, bei dem die Handlung vollkommen hinter den Bildern zurücksteht. Im Zentrum des Geschehens steht die Wintersporturlauberin Inge Krüger, die sich in ihren Skilehrer Kurt Bergen verliebt. Dies aber passt ihrem ehemaligen Verlobten überhaupt nicht, und in einem Eifersuchtsanfall wird er beinah zum Mörder an dem Skilehrer. Nach einigem Hin und Her, eine fulminante Ski-Schnitzeljagd über Stock und Stein inklusive, können sich Kurt und Inge final in die Arme sinken. Dem Film liegt, dies ist deutlich ersichtlich, nicht die völlig belanglose Story am Herzen, sondern: “Wichtig ist, daß es gelang, in diesem Rahmen, den Reiz österreichischer Gebirgslandschaft zu spiegeln und von der Kunst der Skiläufer verblüffende Proben im Bild zu zeigen”.

## Produktionsnotizen
Die Dreharbeiten zu Die weiße Nacht fanden im Winter 1928/29 in Zürs am Arlberg statt. Die Uraufführung war am 16. Mai 1929 im Wiener Flotten-Kino. Der mit Jugendverbot belegte Sechsakter maß eine Länge von 2440 Meter. 
Die Filmbauten entwarf Artur Berger. 

## Kritiken
Friedrich Porges fand lobende Worte für den Film: Von Max Neufeld „erwartet man in der Regel ein kapriziöses Spiel mit zahllosen munteren und intimen Detailszenen, wie sie „Der Balletterzherzog“, „Modellhaus Crevette“ usw. enthielten. Oder, ist der Stoff ein ernster, Filmbildskizzen, die seelische Vorgänge begreiflich machen. Man ist überrascht, Max Neufeld nun auf neuem Terrain zu begegnen. Terrain im realsten Sinn des Wortes: auf den fast unabsehbaren Schneeflächen und Skiwiesen der hohen Berge.“.
Die Wiener Allgemeine Zeitung befand: „Ein hübscher Winterspottfilm, der zum größten Teil im Freilicht gedreht wurde und wunderschöne Motive aus der österreichischen Alpenwelt zeigt. Max Neufeld … hat diesen Film inszeniert und einen wirklich sehenswerten und interessanten Film geschaffen, der sehr gut gefallen dürfte.“.
In einer neueren Betrachtung heißt es: „Eines Paradebeispiel für das typische Genie Max Neufelds: man nehme eine Geschichte bar aller Überraschungen, reines Genre, Kintopp ohne Ende und Morgen und ignoriere sie weitestgehend, nutze sie als wackliges, grad mal für etwas mehr als eine Stunde stabiles Gerüst, an dem man alles Mögliche machen und aufhängen kann – so lange am Ende das am Anfang gestellt Problem gelöst wird, ist alles gut.“